# Río Negro (Blanco del Cautín)
El río Negro  es un curso natural de agua que nace en las faldas oeste del volcán Tolhuaca y tras su confluencia con el río Blanco (Cautín), desembocan en el río Cautín, en la cuenca del río Imperial.
En Chile existen más de una docena de ríos con el nombre "Negro". Ver Río Negro.

## Historia
Luis Risopatrón lo describe en su Diccionario Jeográfico de Chile de 1924:: 584 
Negro (Rio) 38° 23' 71° 47'. Corre hacia el SW i se vácia en el rio Blanco, al SE del pueblo de Curacautin. 126, 1910, p. 267; 156; i 167.